# Louis Lumet
Pour les articles homonymes, voir Lumet.
Louis Lumet est un écrivain et un militant français né le 8 janvier 1870 à Issoudun (Indre) et mort le 5 décembre 1923 à Paris.

## Biographie
Né à Issoudun (Indre) le 8 janvier 1870, Louis Joseph Lumet est le fils de Jean-Baptiste Lumet et Louise Dérouet. Il était selon son livret militaire « un homme au visage ovale, aux cheveux et aux yeux bruns ». Employé d’assurances mesurant 1,68 mètre, il fut exempté du service militaire, puis ajourné à nouveau en 1892 et enfin réformé en 1893.
Il s’intéressa à la littérature, à l’histoire, à la sociologie, au théâtre et aux arts décoratifs.
Louis Lumet a débuté dans la littérature à côté de Saint-Georges de Bouhélier, d’Eugène Montfort, au temps de l’affaire Dreyfus. Il fut l’ami d’Albert Fleury et de Charles-Louis Philippe. En avril 1895, il créa une petite revue L’Enclos fondée avec le concours de ses jeunes amis et qui dura 4 ans, mais dont il s'éloigna à partir de mai 1897. Charles-Louis Philippe y fit paraître ses deux premiers livres : Quatre Histoires de pauvre amour (1897) et La Pauvre Marie et Bonne Madeleine. Léon Frapié, Jean Baffier, J.-G. Prod’homme, Léon Riotor, Albert Lantoine, Hugues Lapaire, René Ghil, les frères Pelloutier, Lucien Jean ont collaboré à L’Enclos.
Il est en avril 1901 le cofondateur de « L'Art pour tous », un groupe lié à la Fédération des universités populaires, avec Édouard Massieux. Il fonde également le Théâtre civique, sociétés de vulgarisation artistique pour faire connaître au grand public les artistes de son temps.
Louis Lumet publia de son côté des romans La Fièvre et des Conversations avec Idéa. Il écrivit Hélène, Le Chaos, Les cahiers d’un congréganiste, romans et essais de tendances sociales pour ne pas dire socialistes.
Nommé inspecteur des Beaux-Arts, il écrivit un ouvrage sur le Dessin d’après les maîtres, une Histoire de la grande guerre en collaboration avec Gustave Geffroy et Léopold Lacour intitulée Histoire de la France héroïque et de ses alliés.
Avant de mourir, il prend la direction des services de propagande de l’exposition des Arts décoratifs modernes de 1925, mais, malade, il meurt à Paris en son domicile 6 rue Froidevaux dans le 14e arrondissement, le 5 décembre 1923 à l’âge de 53 ans.
Proche de Jean Baffier qu'il défendit toute sa vie, il a donné deux œuvres de l'artiste au musée d'Issoudun et au musée de Nevers.
Louis Lumet est également proche du peintre et dessinateur Francis Jourdain et est actionnaire de sa société Innovation qui traverse "une dure et pénible crise" en 1923. Les programmes du Théâtre civique de 1901 sont illustrés d'eaux-fortes de Francis Jourdain.

## Principaux écrits
- Un jeune homme dans la société : 1. La Fièvre ; 2. Le Chaos, Paris, Stock, 1898-1901.
- Éditeur scientifique de la revue L'Art pour tous, bulletin mensuel, artistique, littéraire, social, Paris, août 1903-1905.
- Les Cahiers d'un congréganiste, Paris, Fasquelle, 1904.
- Deux Heures au musée du Louvre, collection dirigée avec Albert Keim (1876-1947), Paris, Commailles, 1910.
- « Les Grands Hommes », collection dirigée avec Albert Keim, Paris, Éditions Pierre Lafitte, 1913-1914.
- Pasteur. Sa vie. Son œuvre, Paris, Librairie Hachette, 1922.